# 33685 Younglove
33685 Younglove este o planetă minoră (asteroid), cu un diametru de 3,572 km, din centura de asteroizi. A fost descoperită pe 13 mai 1999 la Experimental Test Site⁠(d) de Lincoln Near-Earth Asteroid Research. 
Obiectul prezintă o orbită caracterizată de o semiaxă mare de 2,5369477 UAi, o excentricitate de 0,1, o înclinație de 5,2504 ° în raport cu ecliptica.